# Пещера Пилета
Пещера Пилета (исп. Cueva de la Pileta) находится в муниципалитете Бенаохан, провинция Малага, Испания.
В пещере Пилета, названной по одноимённому холму, где она находится, представлены многочисленные настенные рисунки в франко-кантабрийском стиле, изображающие оленей, лошадей, рыб, коз, быков, тюленя, бизона, абстрактные символы и фигуры с непонятным смыслом.
Часть рисунков датируется эпохой палеолита, часть — неолита. Рисунки в пещере обнаружил в 1905 году Хосе Бульон Лобато, позднее её исследовали археологи Уиллоуби Вернер, Анри Брейль и Гуго Обермайер.
Наряду с петроглифами, в пещере также обнаружены чёрные схематические фигуры эпохи энеолита и остатки неолитических изделий (керамика — расписная и с насечками). Пещера является туристической достопримечательностью.